# Ferdinand Kastilský (1238)
Ferdinand Kastilský (španělsky Fernando de Castilla, francouzsky Ferdinand II d'Aumale, 1238 – 1260?) byl kastilský infant a hrabě z Aumale.

## Život
Narodil se jako nejstarší syn kastilského krále Ferdinanda III. a jeho druhé choti Johany z Ponthieu. Roku 1252 zemřel jeho otec a Ferdinand doprovázel matku při návratu na rodné panství, kde se stal jejím nástupcem. Po roce 1256 se oženil s Laurou, dcerou Amauryho VII. z Montfortu. Společně s manželkou byl donátorem kláštera Vaux de Cernay. Zemřel zřejmě roku 1260.